# Edy Schütz
Edy Schütz, nacido el 15 de mayo de 1941 en Tétange, es un antiguo ciclista luxemburgués. Profesional de 1964 a 1971, ha ganado seis veces consecutivas el Campeonato de Luxemburgo en ruta. En su palmarés también destaca su victoria en la 18.ª etapa del Tour de Francia 1966, en Chamonix.

## Palmarés
| 1964 - Flèche du Sud - Vuelta a Austria 1965 - Flèche du Sud 1966 - Campeonato de Luxemburgo en Ruta - 1 etapa del Tour de Francia - Tour de Luxemburgo, más 2 etapas 1967 - Campeonato de Luxemburgo en Ruta - 1 etapa del Tour de Luxemburgo | 1968 - Campeonato de Luxemburgo en Ruta - Tour de Luxemburgo, más 1 etapa 1969 - Campeonato de Luxemburgo en Ruta 1970 - Campeonato de Luxemburgo en Ruta - Tour de Luxemburgo 1971 - Campeonato de Luxemburgo en Ruta |

## Resultados en las grandes vueltas
| Carrera         | 1964 | 1965 | 1966 | 1967 | 1968 | 1969 | 1970 | 1971 |
| --------------- | ---- | ---- | ---- | ---- | ---- | ---- | ---- | ---- |
| Giro de Italia  | -    | -    | -    | Ab.  | 21.º | 30.º | -    | -    |
| Tour de Francia | -    | -    | 34.º | Ab.  | Ab.  | 15.º | 38.º | 56.º |
| Vuelta a España | -    | -    | -    | Ab.  | -    | -    | -    | 11.º |